# パルムの僧院
『パルムの僧院』（パルムのそういん、La Chartreuse de Parme）は、『赤と黒』と並ぶスタンダールの代表作の小説。1839年出版。
この小説はしばしば、当時主流だったロマン主義とは180度違う、リアリズム文学の初期の一例として挙げられ、多くの文学者たちがこの作品を影響力の強い作品だと考えている。たとえば、オノレ・ド・バルザックは「当時にあって最も意義深い作品」と言い、アンドレ・ジッドは「これまでで最も偉大なるフランス小説」と評した。レフ・トルストイも、この小説の中のワーテルローの戦いの描写にかなりの影響を受けたと述べている。

## 概要
主人公は、若いイタリア人貴族ファブリス・デル・ドンゴ。ナポレオン時代の彼の不運が物語の骨子である。事件はイタリアのパルマ公国（パルムはフランス読み）とコモ湖に面した城を中心に起こるが、ファブリスが戦闘に参加したワーテルローなど、ヨーロッパのあちこちも舞台となる。
ナポレオンを崇拝する青年ファブリスはワーテルローの戦いに参加するが、何も出来ないまま、重傷を負う。ファブリスの叔母で「魔性の女」サンセヴェリーナ公爵夫人ジーナは、その愛人で腹黒い総理大臣モスカ伯とともに、ファブリスをパルムの宮廷で出世させようと計る。しかし、ファブリスはつまらない事件で殺人を犯し、ファルネーゼ塔に幽閉される。そこで監獄長官の娘クレリヤと恋に落ちる。
陰謀と軍隊のエピソードを交えたロマンティック・スリラーのようだが、スタンダールの鋭い人間観察と心理分析が冴えわたる傑作である。

## 登場人物
- ファブリス・デル・ドンゴ - デル・ドンゴ侯爵の次男。戦争に参加するが、重傷を負う。後に宗門に入る。
- ジーナ・デル・ドンゴ - ファブリスの叔母。ピエトラネーラ伯爵夫人、サンセヴェリナ公爵夫人、モスカ伯爵夫人。
- モスカ伯爵 - パルム公国の大臣。
- クレリア・コンチ - 幽閉されたファブリスと恋に落ちる。
- ファビオ・コンチ - 監獄長官、クレリアの父。
- エルネスト4世 - パルム大公。
- ラッシ - パルム公国の法官。
- ジレッチ - 道化役者。ファブリスと女優マリエッタを巡り、殺害される。
- フェランテ・パラ - ジーナを崇拝する詩人。エルネスト4世を暗殺する。

## 作品について
スタンダール自身の手紙によれば、この小説は口述筆記によりわずか52日間で書き上げられたという。
小説の舞台はフィクションである。スタンダールが小説に登場させたパルム大公エルネスト4世なる人物は存在せず、当時実際にパルマ公国を治めていたのはナポレオンの皇后だった女公マリア・ルイーザ（在位：1814年 - 1847年）である。
また、当の「パルムの僧院」はパルマ郊外の未舗装道路の端にあって、現在はイタリアの刑務所・警察学校の敷地内にある。シャルトリューズ会修道院（Chartreuse）は、小説に描かれる僧院（Chartreuse）は、自分たちと何の関係もないとしながらも、身分証明書（パスポート）を提示すれば、季節により時間は異なるが、訪問・見学できるようになっている。なお、当の建物たる僧院は、物語を通じ、たった一度のそれも最終ページに登場するのみで、さして重要な意味を持ってないが、それを題名にしたことがきまって読む人たちを驚かせる。

## 日本語訳
- 大岡昇平 訳『パルムの僧院　上』新潮文庫、1951年（改版1997年）。ISBN 978-4102008010。
- 大岡昇平 訳『パルムの僧院　下』新潮文庫、1951年（再改版2005年）。ISBN 978-4102008027。
- 生島遼一 訳『パルムの僧院　上』岩波文庫、1952年（改版1970年）。ISBN 978-4003252659。
- 生島遼一 訳『パルムの僧院　下』岩波文庫、1952年（再改版2014年）。ISBN 978-4003252666。

## 関連作品
- 1947年に『パルムの僧院』という題名でジェラール・フィリップ主演で映画化された。彼は後に、同じスタンダール原作の『赤と黒』でも主演している。
- 1981年にマウロ・ボロニーニ監督でTVシリーズされた（イタリア＝フランス＝ドイツ合作）。
- 1982年に宝塚歌劇団がミュージカル作品『情熱のバルセロナ』として脚色舞台化した。
- 1964年製作の映画『革命前夜』（監督ベルナルド・ベルトルッチ）は、この小説を元にしたものである。
- 2014年に宝塚歌劇団がミュージカル作品『パルムの僧院　- 美しき愛の囚人 -』として舞台化している。